# Rhyncaphytoptus massalongoianus
Rhyncaphytoptus massalongoianus är en spindeldjursart som först beskrevs av Alfred Nalepa 1893.  Rhyncaphytoptus massalongoianus ingår i släktet Rhyncaphytoptus, och familjen Diptilomiopidae. Arten är reproducerande i Sverige.